# 121717 Josephschepis
121717 Josephschepis è un asteroide della fascia principale. Scoperto nel 1999, presenta un'orbita caratterizzata da un semiasse maggiore pari a 3,0443820 UA e da un'eccentricità di 0,1342850, inclinata di 9,94352° rispetto all'eclittica.